# Lista de deputados estaduais do Rio Grande do Sul da 44.ª legislatura
Esta é uma lista de deputados estaduais do Rio Grande do Sul. São relacionados o nome civil dos parlamentares que foram eleitos em 1974.

## Composição das bancadas
| Partido | Líder             | Bancada | Posição  |
| ------- | ----------------- | ------- | -------- |
| MDB     | Pedro Simon       | 33 / 50 | Oposição |
| ARENA   | José Hugo Mardini | 23 / 50 | Governo  |

## Deputados estaduais
| Número | Deputado                      | Partido | Votos   | Cidade onde nasceu    | Unidade federativa |
| ------ | ----------------------------- | ------- | ------- | --------------------- | ------------------ |
| 11642  | José Hugo Mardini             | ARENA   | 31.556  | Porto Alegre          | Rio Grande do Sul  |
| 11705  | Rubem Scheid                  | ARENA   | 31.024  | Serafina Corrêa       | Rio Grande do Sul  |
| 11654  | Julio Brunelli                | ARENA   | 24.495  | Porto Alegre          | Rio Grande do Sul  |
| 11343  | Guido Moesch                  | ARENA   | 24.119  | Arroio do Meio        | Rio Grande do Sul  |
| 11619  | Geraldo Germano               | ARENA   | 23.807  | Cachoeira do Sul      | Rio Grande do Sul  |
| 11812  | Celestino Granato Goulart     | ARENA   | 23.109  | Bagé                  | Rio Grande do Sul  |
| 11710  | Silvérius Kirst               | ARENA   | 22.854  | Santa Cruz do Sul     | Rio Grande do Sul  |
| 11191  | Hed Santos Borges             | ARENA   | 22.810  | Soledade              | Rio Grande do Sul  |
| 11532  | Dercy Furtado                 | ARENA   | 21.725  | Gravataí              | Rio Grande do Sul  |
| 11256  | Sérgio Ilha Moreira           | ARENA   | 20.041  | Porto Alegre          | Rio Grande do Sul  |
| 11121  | Firmino Girardello            | ARENA   | 19.737  | Guaíba                | Rio Grande do Sul  |
| 11467  | Loris Reali                   | ARENA   | 18.520  | Novo Hamburgo         | Rio Grande do Sul  |
| 11871  | Cícero Viana                  | ARENA   | 18.000  | Palmeira das Missões  | Rio Grande do Sul  |
| 11332  | Rubi Diehl                    | ARENA   | 17.532  | Viamão                | Rio Grande do Sul  |
| 11882  | Jarbas Lima                   | ARENA   | 16.457  | Lagoa Vermelha        | Rio Grande do Sul  |
| 11620  | Pedro Américo Leal            | ARENA   | 16.045  | Rio de Janeiro        | Rio de Janeiro     |
| 11517  | Adolfo Puggina                | ARENA   | 15.959  | Rio Grande            | Rio Grande do Sul  |
| 11355  | Urbano Alves de Moraes        | ARENA   | 15.506  | São Pedro do Sul      | Rio Grande do Sul  |
| 11582  | José Pederzolli Sobrinho      | ARENA   | 15.278  | Rosário do Sul        | Rio Grande do Sul  |
| 11672  | Antonino Fornari              | ARENA   | 15.145  | Arroio do Meio        | Rio Grande do Sul  |
| 11695  | Oscar Westendorff             | ARENA   | 15.145  | São Lourenço do Sul   | Rio Grande do Sul  |
| 11444  | Victor Bachieri               | ARENA   | 15.017  | Pelotas               | Rio Grande do Sul  |
| 11689  | Affonso dos Santos Tacques    | ARENA   | 14.749  | Palmeira das Missões  | Rio Grande do Sul  |
| 15432  | Pedro Simon                   | MDB     | 141.883 | Caxias do Sul         | Rio Grande do Sul  |
| 15997  | Lélio Souza                   | MDB     | 39.181  | Rosário do Sul        | Rio Grande do Sul  |
| 15159  | Carlos Giacomazzi             | MDB     | 38.865  | Erechim               | Rio Grande do Sul  |
| 15116  | João Carlos Gastal            | MDB     | 37.170  | Pelotas               | Rio Grande do Sul  |
| 15702  | Américo Copetti               | MDB     | 33.687  | Santo Ângelo          | Rio Grande do Sul  |
| 15722  | Cezar Schirmer                | MDB     | 32.286  | Santa Maria           | Rio Grande do Sul  |
| 15780  | Celso Testa                   | MDB     | 29.785  | Passo Fundo           | Rio Grande do Sul  |
| 15945  | Lino Augustinho Zardo         | MDB     | 28.785  | Nova Prata            | Rio Grande do Sul  |
| 15341  | Ivo Sprandel                  | MDB     | 28.748  | Lajeado               | Rio Grande do Sul  |
| 15593  | Romildo Bolzan                | MDB     | 27.648  | Cachoeira do Sul      | Rio Grande do Sul  |
| 15656  | André Nivaldo Jager Soares    | MDB     | 26.920  | Uruguaiana            | Rio Grande do Sul  |
| 15126  | Waldir Walter                 | MDB     | 26.788  | Santa Maria           | Rio Grande do Sul  |
| 15813  | Elton Fensterseifer           | MDB     | 26.201  | Roca Sales            | Rio Grande do Sul  |
| 15454  | Fernando Guedes do Canto      | MDB     | 24.962  | Alegrete              | Rio Grande do Sul  |
| 15493  | Rodolfo Rospide Netto         | MDB     | 22.331  | Iraí                  | Rio Grande do Sul  |
| 15684  | Algir Lorenzon                | MDB     | 21.386  | Catuípe               | Rio Grande do Sul  |
| 15686  | Valdir Antônio Lopes          | MDB     | 21.322  | Porto Alegre          | Rio Grande do Sul  |
| 15376  | Jorge Alberto Pillar Bandarra | MDB     | 20.866  | Ijuí                  | Rio Grande do Sul  |
| 15305  | Amarílio Borges Moreira       | MDB     | 20.861  | Alegrete              | Rio Grande do Sul  |
| 15204  | Júlio Costamilan              | MDB     | 20.787  | Caxias do Sul         | Rio Grande do Sul  |
| 15632  | Edgar Marques de Mattos       | MDB     | 20.673  | Capela de Santana     | Rio Grande do Sul  |
| 15787  | Porfírio Peixoto              | MDB     | 20.413  | São Luiz Gonzaga      | Rio Grande do Sul  |
| 15776  | Walter Troina                 | MDB     | 20.136  | Esteio                | Rio Grande do Sul  |
| 15327  | João Satte                    | MDB     | 19.937  | Sapiranga             | Rio Grande do Sul  |
| 15231  | Sedenir Martins               | MDB     | 19.146  | Santana do Livramento | Rio Grande do Sul  |
| 15847  | Caetano Peruchin              | MDB     | 18.749  | Santa Rosa            | Rio Grande do Sul  |
| 15563  | Júlio Vianna                  | MDB     | 18.049  | Cruz Alta             | Rio Grande do Sul  |
| 15459  | Carlos Augusto de Souza       | MDB     | 17.621  | Venâncio Aires        | Rio Grande do Sul  |
| 15313  | Victório Trez                 | MDB     | 17.005  | Guaporé               | Rio Grande do Sul  |
| 15560  | Nolly Joner                   | MDB     | 16.673  | Barra do Ribeiro      | Rio Grande do Sul  |
| 15519  | Aldo Pinto                    | MDB     | 16.620  | Palmeira das Missões  | Rio Grande do Sul  |
| 15329  | Eligio Meneghetti             | MDB     | 16.375  | Porto Alegre          | Rio Grande do Sul  |
| 15687  | Moisés Velasques              | MDB     | 15.873  | Pinheiro Machado      | Rio Grande do Sul  |